# 克拉克斯敦
克拉克斯敦（英語：Clarkstown）是美國紐約州羅克蘭郡的一個城鎮。該鎮位於羅克蘭郡東部邊界，位於奧蘭治敦以北、拉馬波鎮以東、哈弗斯特勞鎮以南、哈德遜河以西。根據2020年美國人口普查的數據顯示，克拉克斯敦的總人口為86,855人。新城小村莊是羅克蘭郡的郡治，也是克拉克斯敦鎮政府和克拉克斯敦警察局的所在地。新城約佔克拉克斯敦總人口的41.47%。

克拉克斯敦總面積為47.07平方英里（121.91平方公里）